# Lyceum Theatre (London)

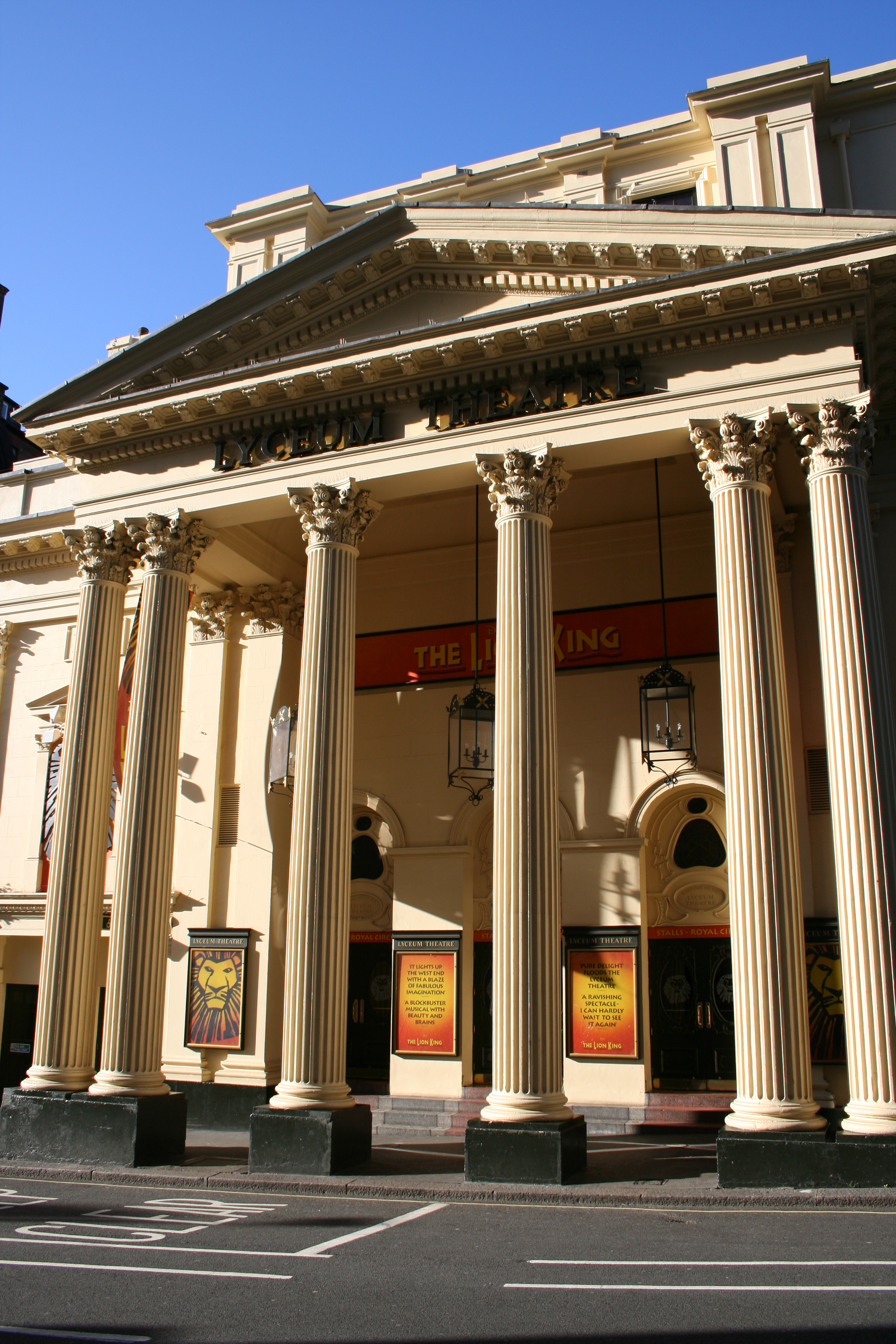
Das Lyceum Theatre 2006 bei einer Aufführung des Musicals Der König der Löwen

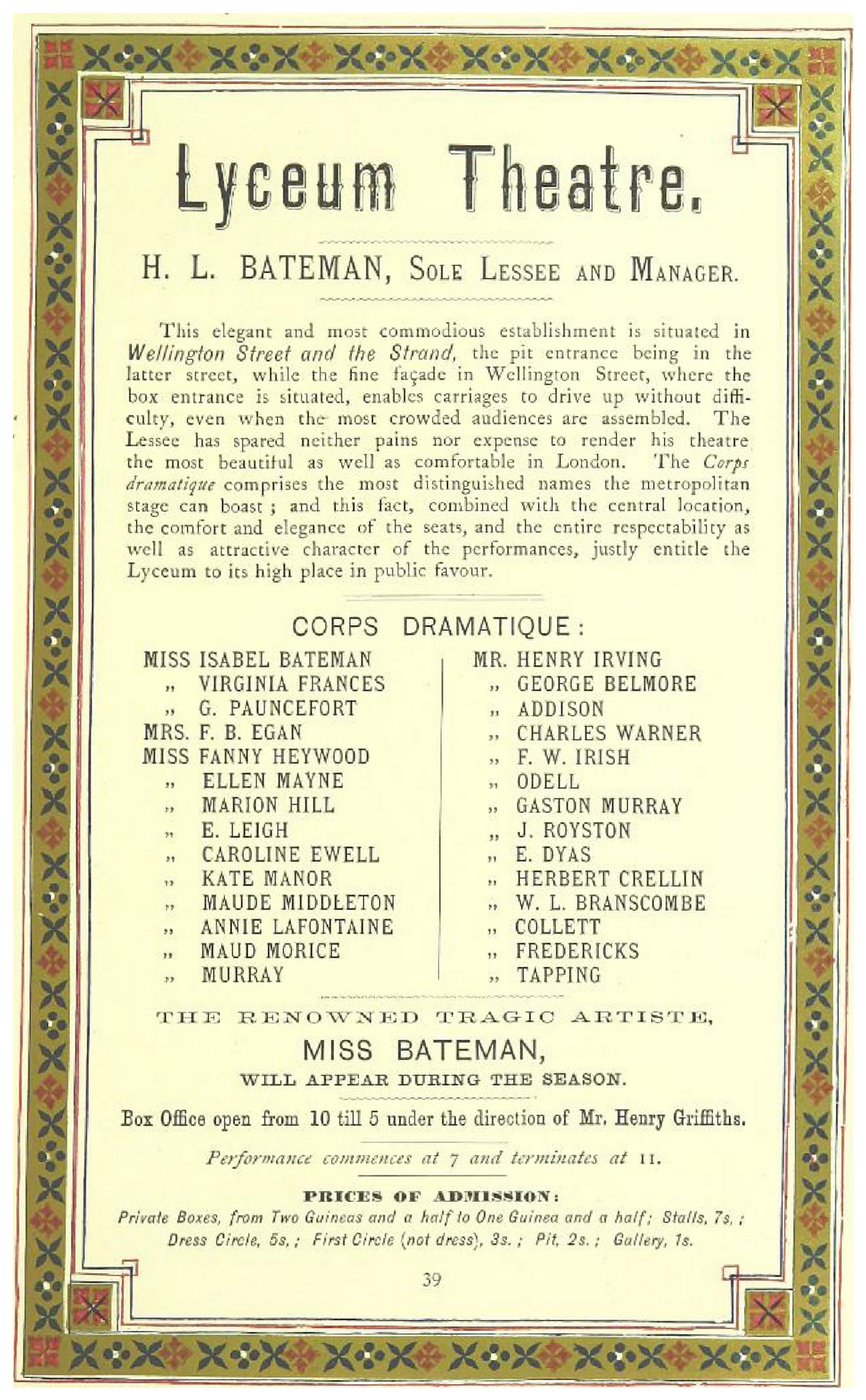
Werbung im Almanach London Illustrated des Jahres 1872

Das Lyceum Theatre ist ein Theater in London. Es befindet sich im Theaterviertel West End.

## Geschichte
Das Theater wurde 1765 von James Payne für die Society of Artists erbaut. Samuel Arnold machte es 1794 zu einer Konzert- und Ausstellungshalle. Unter anderem fand hier 1802 die erste Ausstellung von Madame Tussauds Wachsfiguren statt.
1805 existierten zwei Theater, die auch bespielt wurden. 1809 übernahm Samuel Arnolds Sohn Samuel Arnold jun. das Theater und erhielt die Genehmigung, es im Sommer als Opernhaus zu betreiben. Nach dem Brand des Drury Lane Theatres spielte dessen Ensemble von 1809 bis 1812 im Lyceum Theatre.
1792 auf Programmzetteln als „Theatrical Saloon“ bezeichnet, erscheint 1810 erstmals die Bezeichnung „Theatre Royal“. Gespielt wurden vorwiegend Ballad Operas, Musicals und Melodramen.
1818 erfolgte ein Umbau. Ab August 1817 benutzte das Lyceum Theatre als erstes Londoner Theater Gasbeleuchtung für die Bühne. 1830 brannte das Haus nieder, 1834 wurde es wiedereröffnet. In den folgenden Jahren spielten hier unter anderem die Truppe von Madame Vestris, Kate Bateman und Ellen Terry.
Von 1878 bis 1902 leitete Henry Irving, der führende britische Schauspieler seiner Zeit, das Theater, Bram Stoker (bekannt vor allem als Autor des Romans Dracula) war der Geschäftsführer. Danach wurde es wegen zu hoher Sanierungskosten abgerissen und 1904 neu erbaut. Es diente nun zunächst als Music-Hall, bis 1907 Smith und Carpenter das Theater übernahmen und erfolgreich Dramen von William Shakespeare inszenierten.
Von 1909 bis 1938 führten die Brüder Melville das Lyceum Theatre. Die letzten Vorstellungen fanden vom 28. Juni bis zum 1. Juli 1939 statt. Aufgeführt wurde Hamlet mit John Gielgud in der Titelrolle.
Nach dem Krieg wurde das Gebäude als Tanzpalast genutzt und später geschlossen. In den 1970er Jahren trat Bob Marley im Londoner Lyceum Theatre auf.  Auf der Damentoilette des Theaters unterschrieben U2 am 23. März 1980 ihren Plattenvertrag mit Island Records. Im Jahr 1994 erfolgte ein Umbau, und 1996 kam es zu einer Wiedereröffnung als Musicalspielstätte.

## Aktuelle Bespielung
Seit dem 19. Oktober 1999 wird das Musical Der König der Löwen aufgeführt.